# Taura
Taura ist eine Gemeinde im Westen des Landkreises Mittelsachsen in Sachsen. Sie ist Teil der Verwaltungsgemeinschaft Burgstädt.

## Geographie

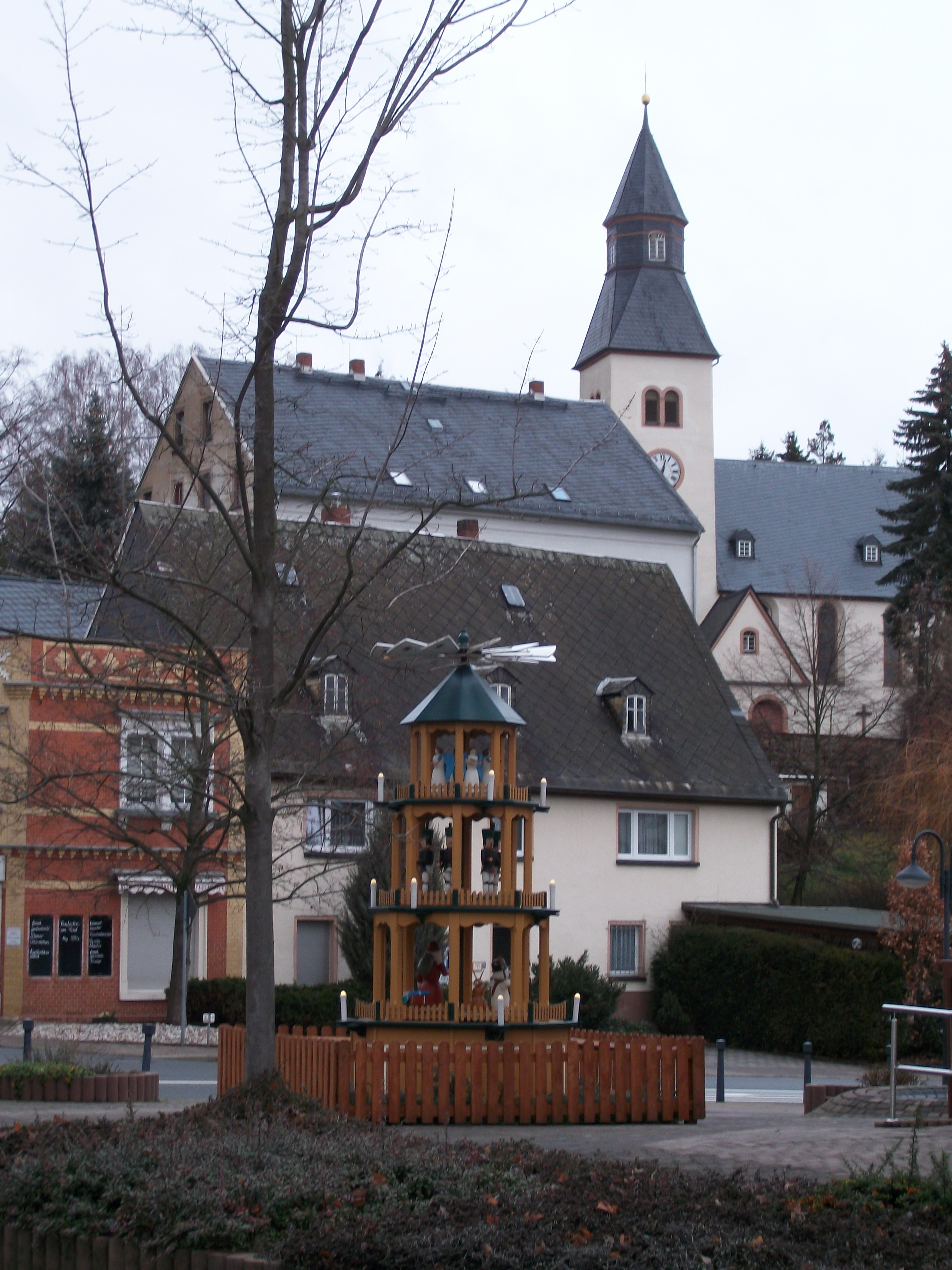
Kirche Taura mit Ortspyramide

Taura liegt 15 km nördlich von Chemnitz und 15 km östlich von Limbach-Oberfrohna im Sächsischen Granulitgebirge, das hier eine Höhe von 347 m erreicht. Die Gemeinde wird durch den Holzbach im Süden, die Chemnitz im Osten und das Cordieritgneisriff des Taurasteines im Westen begrenzt. Sie untergliedert sich in die Ortsteile Taura und Köthensdorf-Reitzenhain, zu welchem die Ortslagen Köthensdorf und Reitzenhain gehören.

## Geschichte
Der Ortsname leitet sich wahrscheinlich vom slawischen „tur“ ab. Das bedeutet so viel wie Ur oder Auerochse. Der Ort wird, obwohl viel älter, erst im Jahr 1378 als Thurowe erstmals urkundlich erwähnt.
In den Hexenverfolgungen 1679 bis 1681 in Köthensdorf sind vier Verfahren wegen Hexerei und Zauberei belegt. Drei Hexenprozesse endeten mit Freilassung, ein Ausgang ist unbekannt.
Am 1. März 1994 wurde die Gemeinde Köthensdorf-Reitzenhain eingemeindet, die 1909 aus dem Zusammenschluss zweier Dörfer entstanden war. Bis zum 26. Januar 2000 lautete der amtliche Name der Gemeinde Taura b. Burgstädt.
Mit Deutsch Evern in der Lüneburger Heide besteht eine Ortspartnerschaft.

## Politik
2023 fand in Taura ein Bürgerentscheid mit der Fragestellung „Sind Sie mit dem Entwurf der Vereinbarung über den Zusammenschluss der Stadt Burgstädt und der Gemeinde Taura im Wege einer Gemeindeeingliederung einverstanden?“ statt. Der Entscheidungsvorschlag wurde mit deutlicher Mehrheit abgelehnt.

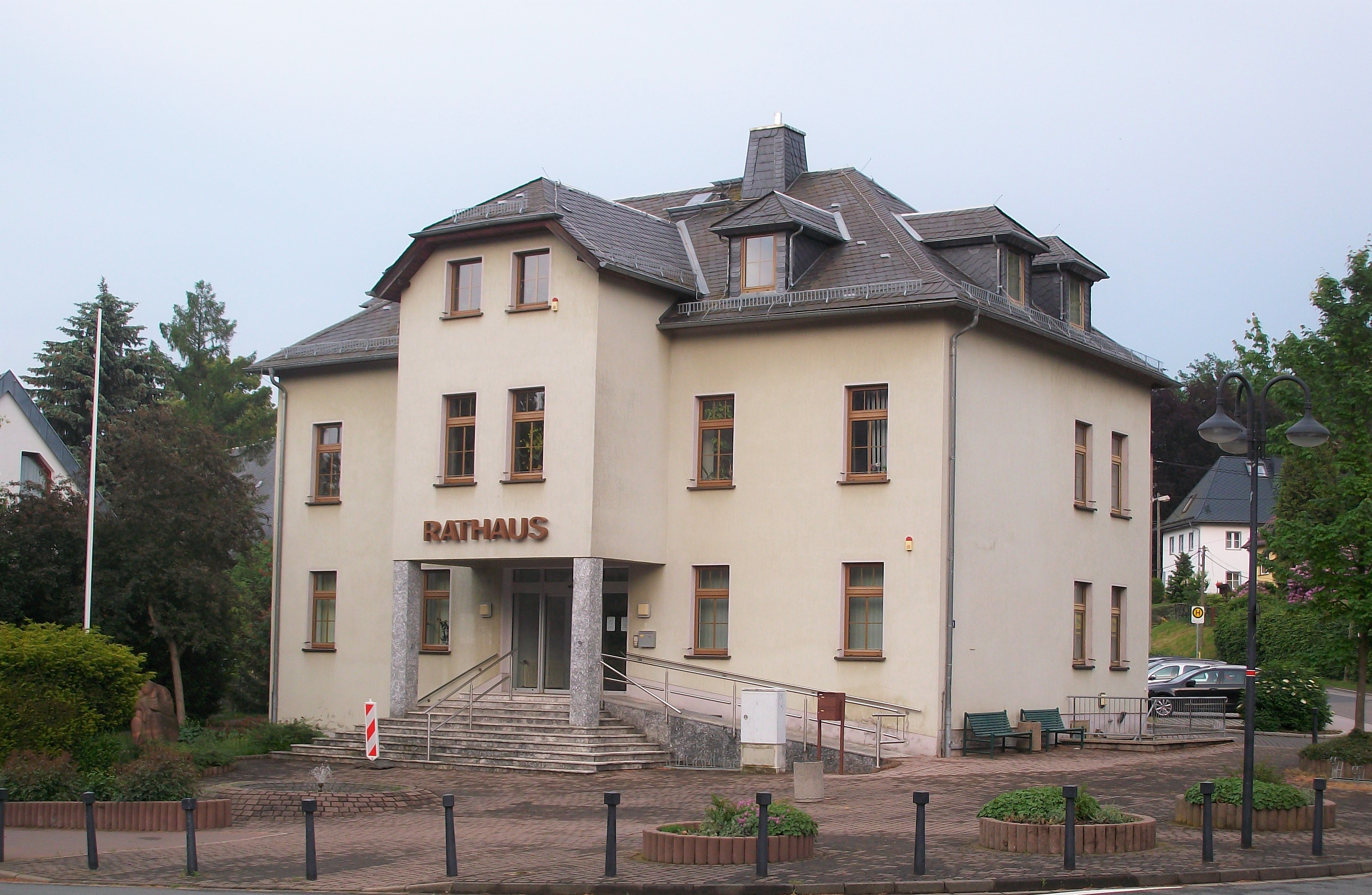
Rathaus Taura

### Gemeinderat
Seit der Gemeinderatswahl am 9. Juni 2024 verteilen sich die 12 Sitze des Gemeinderates folgendermaßen auf die einzelnen Gruppierungen:
- Wählervereinigung Kleingärtner (WVK): 4 Sitze
- CDU: 4 Sitze
- Wählervereinigung Freiwillige Feuerwehr Köthensdorf (WFFK): 2 Sitze
- AfD: 2 Sitze

| Gemeinderat ab 2024Insgesamt 12 Sitze - WVK: 4 - WFFK: 2 - CDU: 4 - AfD: 2 | Liste                                               | 2024   | 2024   | 2019   | 2019   | 2014   | 2014   |
| Gemeinderat ab 2024Insgesamt 12 Sitze - WVK: 4 - WFFK: 2 - CDU: 4 - AfD: 2 | Liste                                               | Sitze  | in %   | Sitze  | in %   | Sitze  | in %   |
| Gemeinderat ab 2024Insgesamt 12 Sitze - WVK: 4 - WFFK: 2 - CDU: 4 - AfD: 2 | Wählervereinigung Kleingärtner                      | 4      | 33,0   | 6      | 44,3   | 5      | 37,4   |
| Gemeinderat ab 2024Insgesamt 12 Sitze - WVK: 4 - WFFK: 2 - CDU: 4 - AfD: 2 | CDU                                                 | 4      | 30,9   | 3      | 27,9   | 4      | 33,7   |
| Gemeinderat ab 2024Insgesamt 12 Sitze - WVK: 4 - WFFK: 2 - CDU: 4 - AfD: 2 | Wählervereinigung Freiwillige Feuerwehr Köthensdorf | 2      | 18,2   | 3      | 27,8   | 3      | 22,4   |
| Gemeinderat ab 2024Insgesamt 12 Sitze - WVK: 4 - WFFK: 2 - CDU: 4 - AfD: 2 | AfD                                                 | 2      | 17,8   | –      | –      | –      | –      |
| Gemeinderat ab 2024Insgesamt 12 Sitze - WVK: 4 - WFFK: 2 - CDU: 4 - AfD: 2 | Linke                                               | –      | –      | –      | –      | –      | 6,4    |
| Gemeinderat ab 2024Insgesamt 12 Sitze - WVK: 4 - WFFK: 2 - CDU: 4 - AfD: 2 | Wahlbeteiligung                                     | 69,9 % | 69,9 % | 62,4 % | 62,4 % | 51,3 % | 51,3 % |

### Bürgermeister
Im Juni 2022 wurde Robert Haslinger (CDU) zum neuen Bürgermeister wiedergewählt. Vorgänger im Amt war Klaus Vivus (parteilos).
| Wahl | Bürgermeister    | Vorschlag | Wahlergebnis (in %) |
| ---- | ---------------- | --------- | ------------------- |
| 2022 | Robert Haslinger | CDU       | 54,3                |
| 2015 | Robert Haslinger | CDU       | 94,4                |
| 2010 | Klaus Vivus      | WVK       | 92,8                |
| 2008 | Rainer Viertel   | Viertel   | 79,7                |
| 2001 | Klaus Vivus      | WVK       | 98,9                |

## Kultur und Sehenswürdigkeiten

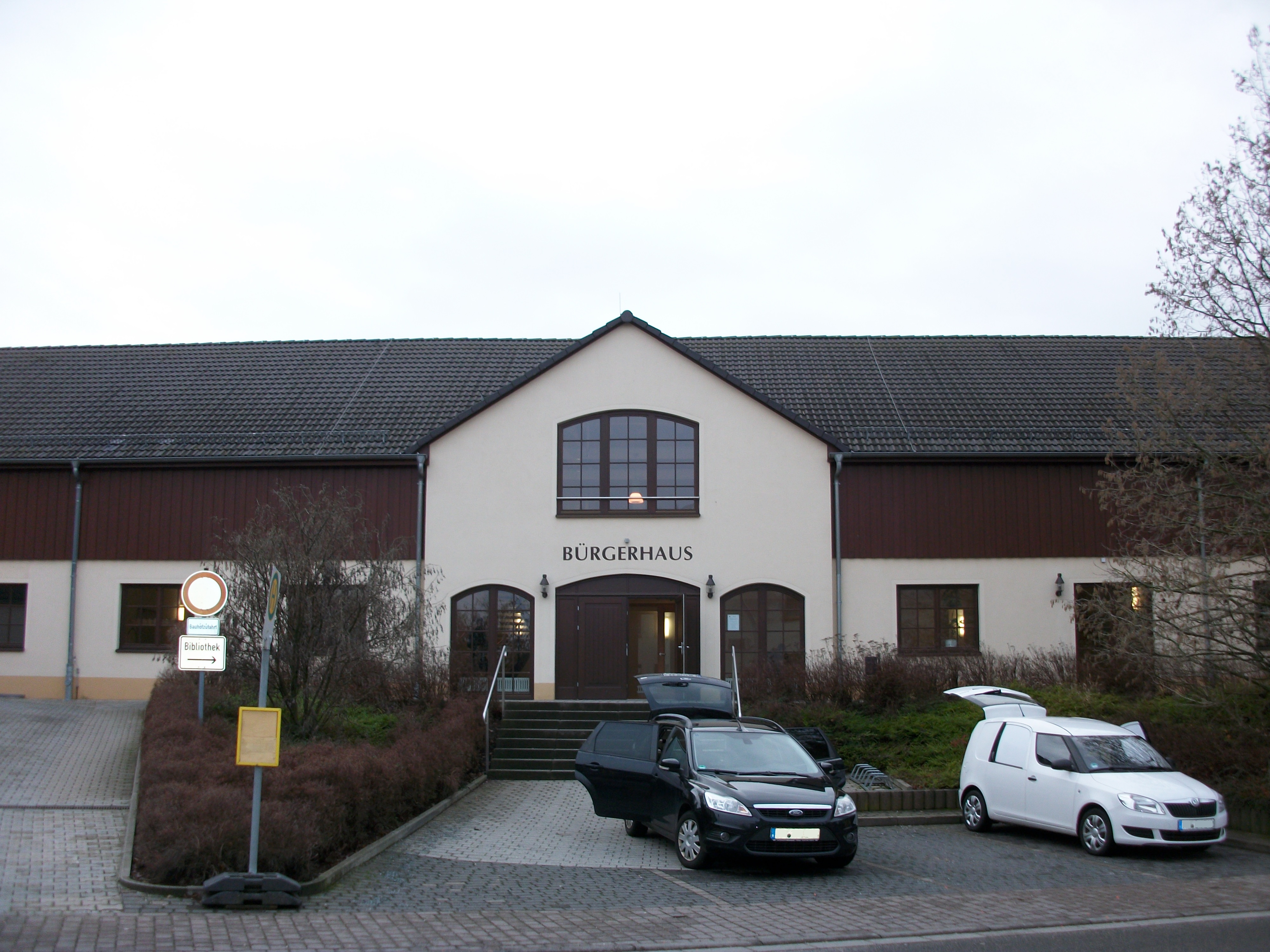
Bürgerhaus Taura

- siehe auch: Liste der Kulturdenkmale in Taura
- Taurastein und der Taurasteinturm in Burgstädt
- Lindenberg
- Schusterstein bei Köthensdorf
- Hockstein in Markersdorf
- Bärenhöhle in Markersdorf
- Strudeltöpfe in Markersdorf
- Naturlehrpfad in Markersdorf

## Verkehrsanbindung
Östlich der Gemeinde verläuft die B 107 und südlich die B 95. Die Gemeinde ist auch über die A 4 (Anschlüsse Chemnitz-Glösa bzw. Chemnitz-Mitte) erreichbar. Vor der Stilllegung der Chemnitztalbahn im Jahr 2001 existierten für die Orte der heutigen Gemeinde die beiden Bahnhöfe Markersdorf-Taura (bereits in der Gemarkung Markersdorf) und Auerswalde-Köthensdorf. Inzwischen verläuft auf der stillgelegten Trasse der Chemnitztalradweg. Der Museumsbahnhof Markersdorf–Taura ist Anfangspunkt des mit einer Motordraisine betriebenen Chemnitztal-Expresses, der über den Amselgrund und die beiden Chemnitztalviadukte zum Haltepunkt Schweizerthal-Diethensdorf führt.

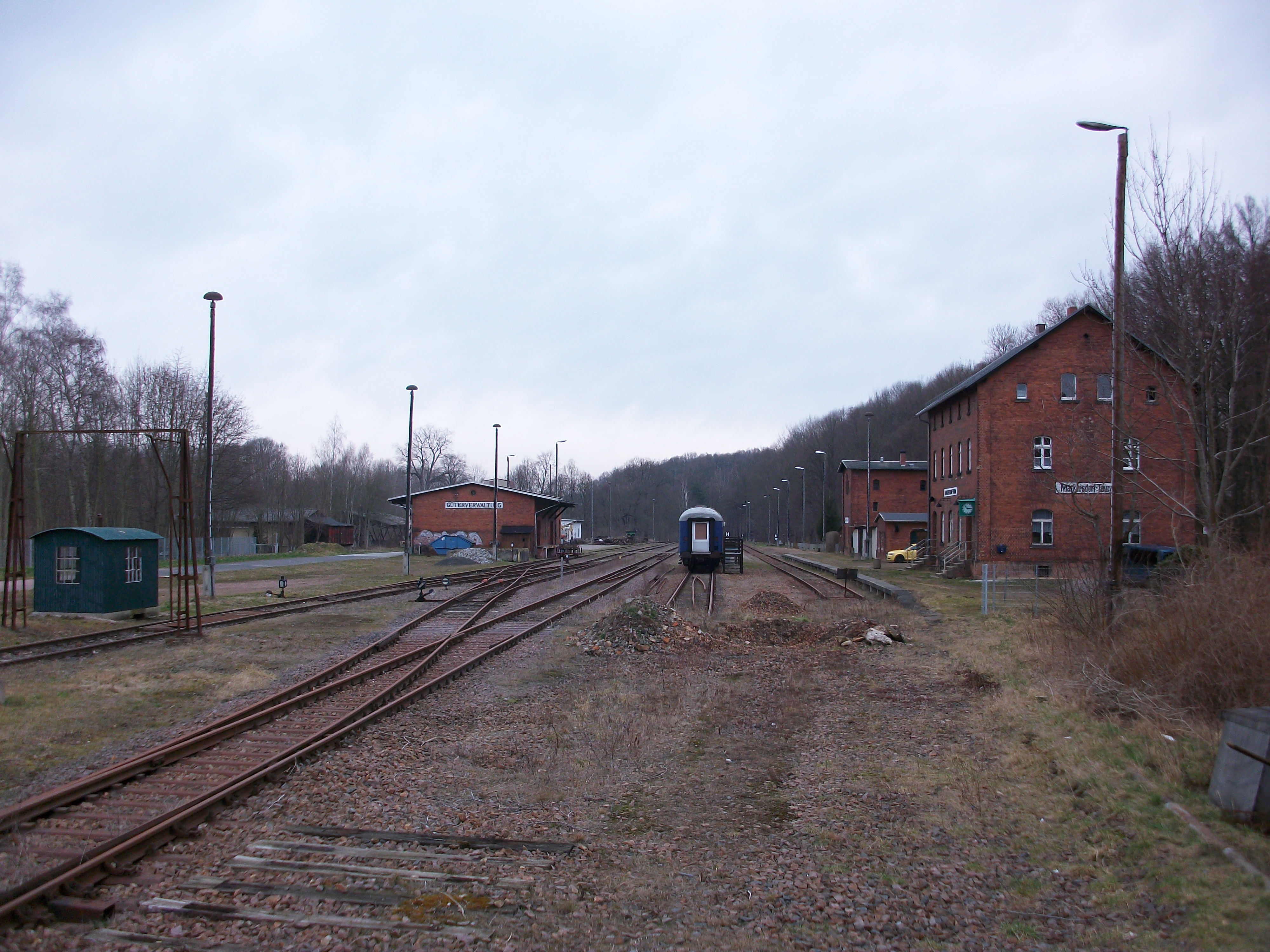
Museumsbahnhof Markersdorf-Taura (2016)
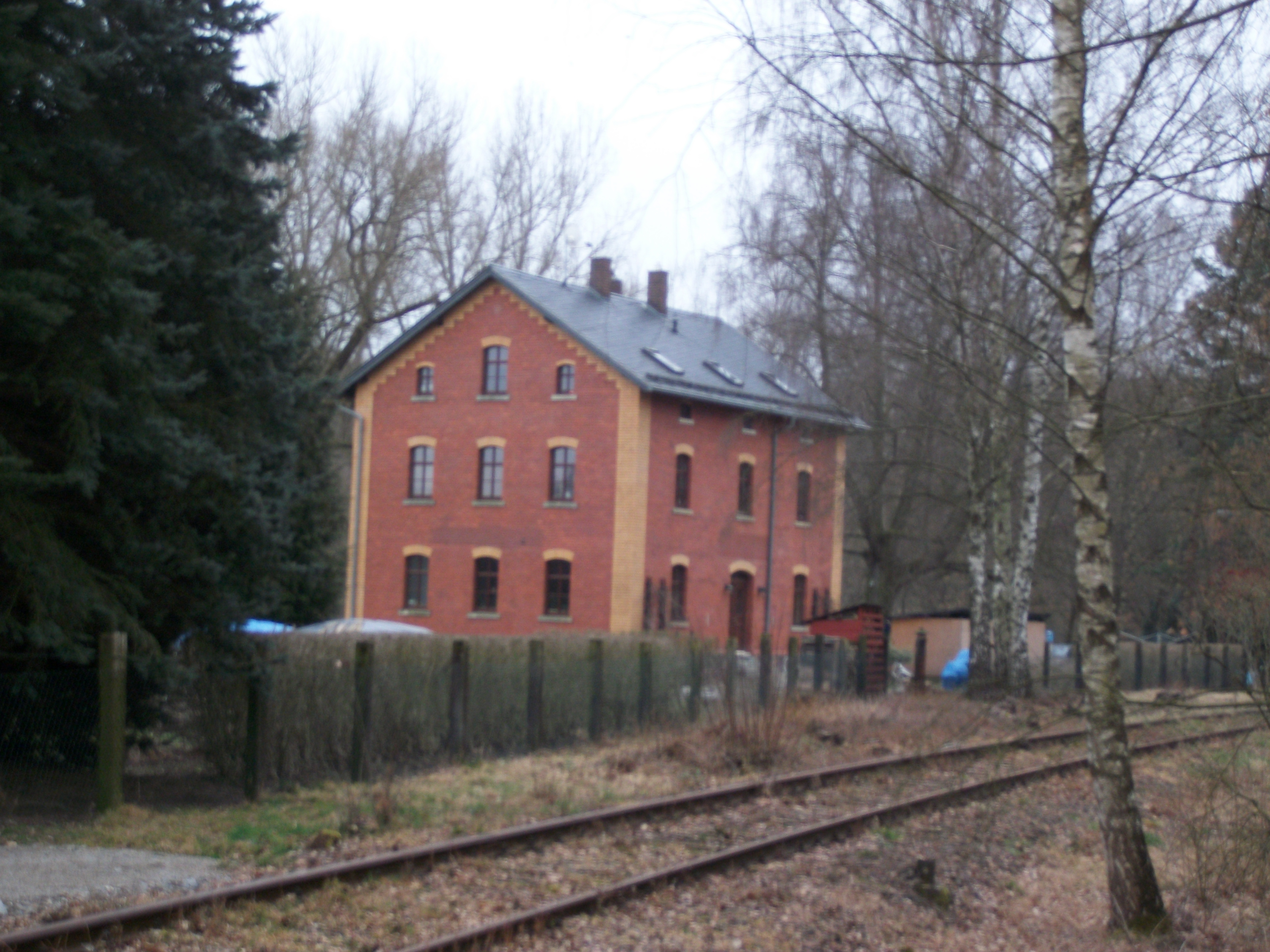
Bahnhof Auerswalde-Köthensdorf (2016) mit Gleisresten

## Persönlichkeiten
- Johann Esche (1682–1752), geboren im heutigen Ortsteil Köthensdorf, deutscher Strumpf-Fabrikant
- August Peters (1817–1864), Erzähler
- Max Unger (1883–1959), Musikwissenschaftler, Beethoven-Forscher
- Kurt Rümmler (1911–1958), Leiter der Bezirksverwaltung Leipzig des Ministeriums für Staatssicherheit
- Dietmar Werner (* 1938), Sachbuchautor, wohnt in Taura